# Patsy Heymans
Patricia Heymans (Brussel?, december 1961) is een Belgische Franstalige activiste voor vermiste en ontvoerde kinderen.

## Biografie

### Huwelijk
In het voorjaar van 1977 ging Patsy Heymans, 15 jaar oud, voor een korte vakantie naar Israël. Hier ontmoette ze Chaim Yarden. Ze was meteen smoorverliefd. Haar ouders en grootouders waren bepaald niet gecharmeerd van de jongeman en Patsy had zelf ook spoedig twijfels, maar omdat ze inmiddels zwanger was geworden, traden ze in juli 1979 in het huwelijk.
Het echtpaar ging in Israël wonen. Chaim beweerde dat hij in zaken deed, waarmee hij spoedig schatrijk zou worden, maar hij verdiende niets en leefde alleen op kosten van zijn ouders en schoonouders. Patsy werd door Chaim veelvuldig mishandeld, vernederd en als slavin gebruikt. Er werden drie kinderen geboren.
Uiteindelijk, in het voorjaar van 1983, vluchtte Patsy met haar drie kinderen naar België. Chaim liet haar spoedig weten dat hij wraak zou nemen.

### Terug in België
In de jaren daarna leefde Patsy als gelukkige moeder met haar kinderen. De rechtbank had haar de voogdij over de kinderen toegekend, maar de rechtbank in Israël wees Chaim als voogd aan.
Patsy was steeds op haar hoede voor Chaim.
Inderdaad gebeurde het enkele keren dat Chaim in België verscheen en probeerde een kind van Patsy te ontvoeren. Verder meldde hij bij de politie dat Patsy haar kinderen mishandelde en in drugs handelde. Het resulteerde er steeds in dat Chaim door de politie werd opgepakt.

### Ontvoering en terugkeer
Op 11 december 1986 slaagde Chaim erin de drie kinderen te ontvoeren en naar het buitenland te brengen. Patsy ging onmiddellijk aan het werk om de kinderen terug te vinden, waarbij ze werd geholpen door haar vader en haar collega (en latere partner) Walter Boghaert.
De Israëlische rechter herriep het besluit waarin Chaim de voogdij over de kinderen had. Patsy had nu overal ter wereld recht op haar kinderen en hoefde dus van de autoriteiten geen tegenstand te verwachten.
In januari 1989 slaagde Patsy's vader erin Chaim in New York te lokaliseren. Hij werd gearresteerd en aan België uitgeleverd. Hij werd wegens de ontvoering veroordeeld tot een jaar gevangenisstraf. Hij weigerde te zeggen waar de kinderen gevonden konden worden en werd er daarom van beschuldigd de kinderen steeds opnieuw te ontvoeren, zodat zijn straf steeds verlengd kon worden.
Er waren aanwijzingen dat de kinderen waren ondergebracht bij een chassidische sekte in de Verenigde Staten en daar werd het onderzoek dus op gericht. Het bleek echter zeer moeilijk te zijn in deze groep te infiltreren.
In mei 1993, 6½ jaar na de ontvoering, werden de kinderen door de FBI gevonden in een streng chassidisch gezin in Bedford Hills (New York). Volgens pleegouders Jacobowitz waren de kinderen daar al vier jaar in huis. Iemand had hen gevraagd "enkele dagen" op de kinderen te passen en ze niet meer opgehaald. Verondersteld werd dat de pleegouders te goeder trouw waren.
De kinderen reisden nog dezelfde dag met Patsy Heymans terug naar België.

### Missing Children
In 1990 richtte Heymans de stichting Missing Children International op. Haar geval bleek verre van uniek te zijn.